# Apple Retail Germany
Die Apple Retail Germany B.V. & Co. KG ist Betreiberin der Apple Stores in Deutschland. Die Stores vertreiben Apple-Produkte, deren Zubehör und sind für Austausch und Reparaturen zuständig. Die Apple Retail Europe Limited, Cork (Irland) ist die einzige Kommanditistin, Apple Holding B.V., Bunnik (Niederlande) ist die einzige Komplementärin.
Apple Retail Germany gehört zum Apple-Konzern.

## Geschichte
Die Gesellschaft wurde 2005 in München als Apple Retail Germany GmbH gegründet. Sie ist die Betreiberin der 16 Apple Stores in Deutschland. Der erste war der Apple Store Rosenstraße (Eigenschreibweise Apple Rosenstraße) in München.
2010 wurde der Sitz nach Frankfurt am Main und 2021 wieder nach München verlegt.
Im Oktober 2015 wurde die Apple Retail Germany von einer GmbH in eine B.V. & Co. KG umgewandelt. Im gleichen Jahr übernahm Alexander Niemczyk die Führung des Unternehmens als Market Director Germany/Switzerland/Austria.

## Liste der Apple Stores

### Baden-Württemberg
- Sindelfingen

### Bayern
- Augsburg, City-Galerie
- München, Rosenstraße
- München, Olympia-Einkaufszentrum

### Berlin
- Kurfürstendamm
- Rosenthaler Straße

### Hamburg
- Alstertal-Einkaufszentrum
- Jungfernstieg

### Hessen
- Frankfurt, Große Bockenheimer Straße
- Sulzbach, Main-Taunus-Zentrum

### Niedersachsen
- Hannover

### Nordrhein-Westfalen
- Düsseldorf, Kö-Bogen
- Köln, Rheincenter
- Köln, Schildergasse
- Oberhausen, CentrO

### Sachsen
- Dresden, Altmarkt-Galerie